# Ma'adim Vallis
Ma'adim Vallis (Ma'adim je Hebrejsko ime za planet Mars) je jedan od najveći odljevnih kanjona na Marsu. Kanjoj je dug oko 700 km, širok oko 20 km, a na nekim mjestima dubok do 2 km. Svojim dimenzijama višestruko nadmašuje Grand Canyon na Zemlji. Kanal teče od dolina na južnoj polutci, gdje su se nekad nalazile grupe jezera poznate pod imenom Eridanijska jezera, do kratera Gusev uz ekvator. Geološki dokazi govore da se voda skupljala u krateru Gusev i činila veliko jezero. Rover Spirit je poslan da nađe dokaze o postojanju jezera, ali sve što je našao su vulkanske stijene. Sedimente s dna jezera su vjerojatno prekrili nanosi vulkanskog materijala s obližnjeg vulkana Apollinaris Mons.
Kanjon se smjestio na 21.9° južne i 182.7° istočne aerografske dužine i širine